# Stara Ruskołęka
Stara Ruskołęka (dawniej Ruskołęki Stare) – wieś sołecka w Polsce położona w województwie mazowieckim, w powiecie ostrowskim, w gminie Andrzejewo.
W latach 1975–1998 miejscowość administracyjnie należała do województwa łomżyńskiego.
Obok miejscowości przepływa struga Wągroda, dopływ Broku Małego.
Wierni Kościoła rzymskokatolickiego należą do parafii Wniebowzięcia Najświętszej Maryi Panny w Andrzejewie.